# Adolf Münzinger
Adolf Münzinger (* 12. Januar 1876 in Kirchentellinsfurt; † 8. September 1962 in Hohenheim) war ein deutscher Agrarökonom und langjähriger Rektor der Landwirtschaftlichen Hochschule Hohenheim.

## Biographie
Münzinger wurde im württembergischen Kirchentellinsfurt in einer Arztfamilie geboren und begeisterte sich bereits mit 15 Lebensjahren für die Landwirtschaft. Nach fünf Jahren praktischer Ausbildung begann er 1897 sein Agrarstudium an der damaligen Landwirtschaftlichen Akademie Hohenheim, wo er auch der Akademischen Gesellschaft Gemütlichkeit beitrat. Mit einer agrarwissenschaftlichen Dissertation schloss er sein Studium an der Universität Jena mit einer Promotion ab.
Es folgte eine langjährige und erfolgreiche Tätigkeit als Direktor landwirtschaftlicher Großbetriebe in Osteuropa, mit zuletzt zirka 60.000 Hektar Landwirtschaftsfläche in Ungarn. Im Jahr 1922 wurde er auf den Lehrstuhl für Landwirtschaftliche Betriebslehre nach Hohenheim berufen.
Er verband erstmals die großbetriebliche Theorie und praktische Erfahrung mit der Problematik der kleinbäuerlichen Landwirtschaft in Süddeutschland. Seine Initiativen in der landwirtschaftlichen Betriebslehre beeinflussten über mehrere Jahrzehnte die angewandte Forschung, die Ausbildung praktischer Landwirte sowie die Arbeit der landwirtschaftlichen Berufsorganisationen.
Während seiner 54 Lehrsemester war Professor Münzinger wiederholt Rektor der Landwirtschaftlichen Hochschule Hohenheim (1926 bis 1927 und 1945 bis 1947). Dank seines Einsatzes und seiner unbescholtenen Reputation konnte Hohenheim unter seiner Leitung bereits im Januar 1946, den während der Kriegsjahre eingestellten Hochschulbetrieb wieder aufnehmen. In seiner Eigenschaft als Hochschulrektor gehörte Münzinger 1946 auch der Vorläufigen Volksvertretung für Württemberg-Baden an.
Auch nach seiner Emeritierung im Jahr 1949 und bis zu seinem Tode 1962 in Stuttgart, blieb Münzinger als anerkannte Autorität eine treibende und leitende Kraft in wissenschaftlichen und praktischen landwirtschaftlichen Forschungs- und Berufsorganisationen. Er initiierte die Gründung eines Hohenheimer Ehemaligenvereins den „Hohenheimer Hochschulbund“ und war über lange Jahre dessen Vorstand  bzw. Ehrenvorsitzender. Nach der Rekonstitution des Corps Germania Hohenheim, die auf seiner Initiative basierte, wurde er deren langjähriger Altherrenvorsitzender. Neben zahlreichen Ehrungen, die Adolf Münzinger zuteilwurden, darunter das Große Bundesverdienstkreuz und  Ehrenpromotionen, stiftete das Land Württemberg-Baden als besondere Anerkennung 1951 den Adolf-Münzinger-Preis, mit dem über lange Jahre die erfolgreichsten Bauern des Landes ausgezeichnet wurden.

## Hauptwerk
- Adolf Münzinger: Die Landwirtschaft im Industriekreise Mannheim. 1902
- Adolf Münzinger: Der Stickstoffkalk, seine Verwendung und Wirkung. Parey, Berlin 1906
- Paul Wagner: Versuche über die Stickstoffdüngung der Kulturpflanzen unter Verwendung von Chilisalpeter, Ammoniaksalz und Kalkstickstoff. Deutsche Landwirtschafts-Gesellschaft, Berlin 1907 (Versuche der Dünger-Abteilung in Verbindung mit landwirtschaftlichen Versuchsstationen; 5) (Arbeiten der DLG; 129)
- Paul Wagner: Versuche über Wiesendüngung. Deutsche Landwirtschafts-Gesellschaft, Berlin 1909 (Versuche der Dünger-Abteilung in Verbindung mit landwirtschaftlichen Versuchsstationen; 8) (Arbeiten der DLG; 162)
- Adolf Münzinger: Organisation im landwirtschaftlichen Grossbetriebe: betriebstechnische Erlebnisse, Gedanken und Untersuchungen. Fischer, Jena 1917
- Adolf Münzinger: Die Gutswirtschaft der Landwirtschaftlichen Hochschule Hohenheim. Wittwer, Stuttgart 1925
- Adolf Münzinger: Probleme der bäuerlichen Wirtschaftsberatung. Parey, Berlin 1926
- Adolf Münzinger: Der Arbeitsertrag der bäuerlichen Familienwirtschaft. Eine bäuerliche Betriebserhebung in Württemberg. 2 Bände, Parey, Berlin 1929
- Adolf Münzinger: Erzeugung und Verbrauch, Einfuhr und Ausfuhr landwirtschaftlicher Produkte in Württemberg. Parey, Berlin 1933 (Berichte über Landwirtschaft. Sonderhefte; N.F., 86)
- Adolf Münzinger: Bäuerliche Maschinengenossenschaft Häusern E.G.M.B.H. Ein Versuch genossenschaftlicher Dorfwirtschaft in den Jahren 1930–1934. Beuth, Berlin 1934 (RKTL-Schriften; 54)
- Erich Graß: Die Flurbereinigung in Süddeutschland, ihre Geschichte und ihr Stand am 1. Januar 1935. Parey, Berlin 1936 (Berichte über Landwirtschaft. Sonderhefte; N.F., 123)
- Adolf Münzinger: Rindviehhaltung und natürliche Futtergrundlage in Süddeutschland. Parey, Berlin 1937 (Berichte über Landwirtschaft. Sonderhefte; N.F., 125)
- Adolf Münzinger: Die Aussiedlung als letztes Mittel der Erhaltung des Bauerntums. Dargestellt am Beispiel der Gemeinde Wiesensteig auf der schwäbischen Alb. Parey, Berlin 1938
- Adolf Münzinger: Die wirtschaftliche Struktur der ländlichen Gemeinden im Planungsraum Württemberg-Hohenzollern. 5 Teile, 1941
- Adolf Münzinger: Lothringens Landwirtschaft, wie sie war und wie sie werden sollte. Gutachten im Auftrag des Reichsstatthalters in der Westmark und Chefs der Zivilverwaltung in Lothringen erstattet von Münzinger-Hohenheim. Knoblauch, Hohenheim 1941; 2., umgearb. u. erw. Auflage, [Saarbrücken] 1943
- Adolf Münzinger: Die Erzeugungskosten der württembergischen Landwirtschaft. Eine betriebswirtschaftliche Untersuchung zur Frage der zukünftigen Preise landwirtschaftlicher Produkte.  Ulmer, Stuttgart, z. Zt. Ludwigsburg 1948
- Adolf Münzinger: Aus meinem Leben. Ulmer, Stuttgart 1963 [erschienen] 1964